# Clematis wattii
Clematis wattii är en ranunkelväxtart som beskrevs av Drummond och Craib. Clematis wattii ingår i släktet klematisar, och familjen ranunkelväxter. Inga underarter finns listade i Catalogue of Life.